# Vernon God Little
Vernon God Little è il romanzo d'esordio dello scrittore australiano DBC Pierre, pubblicato nel 2003. Il libro è stato premiato con il Booker Prize.
Vernon God Little è un ragazzo quindicenne che vive in un villaggio del Texas. Quando il suo amico Jesus Navarro commette suicidio dopo aver ucciso sedici compagni di classe colpevoli di bullismo, i sospetti ricadono su Vernon, che diviene una sorta di capro espiatorio nel suo paese. Per paura della pena di morte, si dà alla fuga in Messico.

## Edizioni
- DBC Pierre, Vernon God Little, Einaudi, 2003,  p. 305, ISBN 88-06-16416-3.